# 안재민 (축구 선수)
안재민(2003년 1월 23일 ~ )은 대한민국의 축구 선수로, 포지션은 수비수이다. 현재 전남 드래곤즈 소속이다.
2022년도에는 동국대학교 1학년 신분으로 1년간 주전으로 나서 u리그 1권역 우승을 차지하는데 큰 역할을 했다. 또한 대학교 활약으로 김은중 감독이 이끄는 u20 대표팀에 소집되어 대구에서 열린 인도네시아와의 친선경기에서 선발로 나서는등 베트남 소집도 뽑혀 박항서 감독이 이끄는 u23 대표팀과 친선경기에서 선발로 나서는 활약을 선보였다.

동국대학교에서 1년간 많은 경기와 연령별 대표팀에 소집하는 모습을 보여 1년만에 우선지명인 fc서울 신인으로 입단하게 되었다.
주 포지션은 양쪽 사이드빽을 보며 고등학교때나 대학교때 팀에 상황에 따라 공격형 미드필더와 수비형 미드필더까지 볼수 있다고 한다.